# Ираклион (паром)
«Ираклион» (греч. Ηράκλειον) — греческий паром—ролкер, выполнявший рейсы Пирей — Ханья и Пирей — Ираклион. Судно перевернулось и затонуло 8 декабря 1966 года в Эгейском море, жертвами случившегося стали 217 человек.

## История судна
Судно было построено в 1949 году как «Лестершир» на верфи Fairfield Shipbuilding and Engineering Company в Глазго для компании морских перевозок Bibby Line, намеревавшейся использовать «Лестершир» на рейсах между Великобританией и Бирмой. Некоторое время судно было зафрахтовано компанией British-India для выполнения рейсов между Лондоном и Восточной Африкой.

В 1964 году «Лестершир» был продан компании Aegean Steam Navigation Co и переименован в «Ираклион». Для выполнения перевозок по маршруту Typaldos Line судно переоборудовали в пассажирско-грузовое. Корабль в длину достигал 498 футов (152 м), траверз составлял 60 футов (18 м), имел валовую вместимость в 8922 брт, один винт достигал скорости 17 узлов. Зимняя ёмкость составляла 35 грузовиков со средним весом 10 тонн. Свой последний технический осмотр «Ираклион» прошёл 29 июня 1966 года.

### Катастрофа

Монумент погибшим

7 декабря 1966 года в 20:00 часов паром «Ираклион» вышел из бухты Суда (остров Крит), направляясь в порт Пирей. На борту парома находились 73 члена экипажа и 191 пассажир. Сила штормового ветра достигала 9 баллов по шкале Бофорта.
8 декабря примерно в 2:00 утра, преодолев почти половину маршрута, «Ираклион» приближался с юга к небольшому скалистому острову Фалконера (Еракулия). Недостаточно закреплённый рефрижератор, в котором перевозились апельсины, начал ударять в одну из загрузочных дверей. Вскоре дверь отворилась, после чего рефрижератор выпал в море, а вода начала затапливать трюмы. Спустя примерно 15—20 минут судно перевернулось кверху килем. В 2 часа 06 минут 8 декабря 1966 поступил сигнал бедствия:
SOS от «Ираклиона» на 36° 52' северной широты и 24° 08' восточной долготы. Мы тонем.
Паром затонул, унеся жизни 217 человек. Спасти удалось только 30 пассажиров и 16 членов экипажа.